# レ・ミゼラブル〜サウンドトラック
『レ・ミゼラブル〜サウンドトラック』（Les Misérables: Highlights from the Motion Picture Soundtrack）は、ユニバーサル・ピクチャーズ製作の映画『レ・ミゼラブル』のサウンドトラックであり、ヒュー・ジャックマン、ラッセル・クロウ、アン・ハサウェイ、アマンダ・サイフリッド、エディ・レッドメイン、サマンサ・バークス、ヘレナ・ボナム=カーター、サシャ・バロン・コーエンや他多数のキャストが参加している。2012年12月21日に発売された。

## トラックリスト
| 全作詞: アラン・ブーブリル、ハーバート・クレッツマー、ジーン=マルク・ナテル、全作曲: クロード＝ミシェル・シェーンベルク。 |                               |                                                                                                  |                                    |                                                                  |      |
| # | タイトル                      | 作詞                                                                                             | 作曲・編曲                         | アーティスト                                                     | 時間 |
| 1. | 「囚人の歌」                  | アラン・ブーブリル （ 英語版 ） 、 ハーバート・クレッツマー （ 英語版 ） 、ジーン=マルク・ナテル | クロード＝ミシェル・シェーンベルク | ヒュー・ジャックマン、ラッセル・クロウ、受刑者                   | 2:21 |
| 2. | 「司教」                      | アラン・ブーブリル （ 英語版 ） 、 ハーバート・クレッツマー （ 英語版 ） 、ジーン=マルク・ナテル | クロード＝ミシェル・シェーンベルク | コルム・ウィルキンソン                                           | 1:34 |
| 3. | 「独白」                      | アラン・ブーブリル （ 英語版 ） 、 ハーバート・クレッツマー （ 英語版 ） 、ジーン=マルク・ナテル | クロード＝ミシェル・シェーンベルク | ヒュー・ジャックマン                                             | 3:18 |
| 4. | 「一日の終わり」              | アラン・ブーブリル （ 英語版 ） 、 ハーバート・クレッツマー （ 英語版 ） 、ジーン=マルク・ナテル | クロード＝ミシェル・シェーンベルク | ヒュー・ジャックマン、アン・ハサウェイ、労働者たち、キャスト     | 4:27 |
| 5. | 「夢やぶれて」                | アラン・ブーブリル （ 英語版 ） 、 ハーバート・クレッツマー （ 英語版 ） 、ジーン=マルク・ナテル | クロード＝ミシェル・シェーンベルク | アン・ハサウェイ                                                 | 4:38 |
| 6. | 「対決」                      | アラン・ブーブリル （ 英語版 ） 、 ハーバート・クレッツマー （ 英語版 ） 、ジーン=マルク・ナテル | クロード＝ミシェル・シェーンベルク | ヒュー・ジャックマン、ラッセル・クロウ                           | 1:55 |
| 7. | 「幼いコゼット」              | アラン・ブーブリル （ 英語版 ） 、 ハーバート・クレッツマー （ 英語版 ） 、ジーン=マルク・ナテル | クロード＝ミシェル・シェーンベルク | イザベル・アレン                                                 | 1:11 |
| 8. | 「宿屋の主の歌」              | アラン・ブーブリル （ 英語版 ） 、 ハーバート・クレッツマー （ 英語版 ） 、ジーン=マルク・ナテル | クロード＝ミシェル・シェーンベルク | サシャ・バロン・コーエン、ヘレナ・ボナム=カーター、他キャスト    | 4:52 |
| 9. | 「サドゥンリー」              | アラン・ブーブリル （ 英語版 ） 、 ハーバート・クレッツマー （ 英語版 ） 、ジーン=マルク・ナテル | クロード＝ミシェル・シェーンベルク | ヒュー・ジャックマン                                             | 2:32 |
| 10. | 「星よ」                      | アラン・ブーブリル （ 英語版 ） 、 ハーバート・クレッツマー （ 英語版 ） 、ジーン=マルク・ナテル | クロード＝ミシェル・シェーンベルク | ラッセル・クロウ                                                 | 3:01 |
| 11. | 「ABCカフェ/赤と黒」          | アラン・ブーブリル （ 英語版 ） 、 ハーバート・クレッツマー （ 英語版 ） 、ジーン=マルク・ナテル | クロード＝ミシェル・シェーンベルク | エディ・レッドメイン、アーロン・トヴェイト、学生たち             | 4:21 |
| 12. | 「プリュメ街-心は愛に溢れて」 | アラン・ブーブリル （ 英語版 ） 、 ハーバート・クレッツマー （ 英語版 ） 、ジーン=マルク・ナテル | クロード＝ミシェル・シェーンベルク | アマンダ・サイフリッド、エディ・レッドメイン、サマンサ・バークス | 3:12 |
| 13. | 「オン・マイ・オウン」        | アラン・ブーブリル （ 英語版 ） 、 ハーバート・クレッツマー （ 英語版 ） 、ジーン=マルク・ナテル | クロード＝ミシェル・シェーンベルク | サマンサ・バークス                                               | 3:11 |
| 14. | 「ワン・デイ・モア」          | アラン・ブーブリル （ 英語版 ） 、 ハーバート・クレッツマー （ 英語版 ） 、ジーン=マルク・ナテル | クロード＝ミシェル・シェーンベルク | キャスト                                                         | 3:39 |
| 15. | 「共に飲もう」                | アラン・ブーブリル （ 英語版 ） 、 ハーバート・クレッツマー （ 英語版 ） 、ジーン=マルク・ナテル | クロード＝ミシェル・シェーンベルク | エディ・レッドメイン、ダニエル・ハトルストーン、学生たち         | 1:41 |
| 16. | 「彼を帰して」                | アラン・ブーブリル （ 英語版 ） 、 ハーバート・クレッツマー （ 英語版 ） 、ジーン=マルク・ナテル | クロード＝ミシェル・シェーンベルク | ヒュー・ジャックマン                                             | 3:37 |
| 17. | 「最後の戦い」                | アラン・ブーブリル （ 英語版 ） 、 ハーバート・クレッツマー （ 英語版 ） 、ジーン=マルク・ナテル | クロード＝ミシェル・シェーンベルク | 学生とレ・ミゼラブルのキャスト                                   | 3:17 |
| 18. | 「自殺」                      | アラン・ブーブリル （ 英語版 ） 、 ハーバート・クレッツマー （ 英語版 ） 、ジーン=マルク・ナテル | クロード＝ミシェル・シェーンベルク | ラッセル・クロウ                                                 | 3:00 |
| 19. | 「カフェ・ソング」            | アラン・ブーブリル （ 英語版 ） 、 ハーバート・クレッツマー （ 英語版 ） 、ジーン=マルク・ナテル | クロード＝ミシェル・シェーンベルク | エディ・レッドメイン                                             | 3:13 |
| 20. | 「エピローグ」                | アラン・ブーブリル （ 英語版 ） 、 ハーバート・クレッツマー （ 英語版 ） 、ジーン=マルク・ナテル | クロード＝ミシェル・シェーンベルク | キャスト                                                         | 6:20 |

## チャートパフォーマンス

### アルバム
ニールセン・サウンドスキャンによると、サウンドトラック盤は3日間で4万3000枚を売り上げ、『ビルボード』のサウンドトラックチャートでは2位となった。翌週には13万6000枚を売り上げ、Billboard 200で2位となった。10日間で合計17万8000枚を売り上げ、2012年のサウンドトラックアルバムでは10位となった。
| チャート（2012-2013）                    | 最高 順位 |
| ---------------------------------------- | --------- |
| オーストラリア ARIA アルバムチャート     | 2         |
| ハンガリー アルバムチャート              | 11        |
| 韓国 アルバムチャート                    | 1         |
| アメリカ合衆国 Billboard Top Soundtracks | 1         |
| アメリカ合衆国 Billboard 200             | 1         |
| イギリス アルバムチャート                | 1         |

### シングル
| シングル           | 最高順位 | 最高順位 |
| シングル           | UK       | US       |
| ------------------ | -------- | -------- |
| 夢やぶれて         | 22       | 69       |
| オン・マイ・オウン | 43       | 97       |
| ワン・デイ・モア   | 66       | 110      |